# 伊朗人民敢死游击队组织（多数派—左翼）
伊朗人民敢死游击队组织（多数派—左翼）（波斯語：سازمان چریک‌های فدایی خلق ایران (اکثریت-جناح چپ)）是伊朗历史上的一个左翼组织，奉行马克思列宁主义。1980年4月，它作为伊朗人民敢死游击队组织（多数派）内部的一个亲伊朗人民敢死游击队组织（少数派）的小型团体出现，由穆斯塔法·马达尼领导。最初，它决定留在多数派内部，并在内部简报《在前进》中表明其立场。在其领导人被开除出多数派中央委员会后，该组织于1980年10月脱离多数派。1982年1月，该组织并入伊朗人民敢死游击队组织（少数派）。